# 이재, 곧 죽습니다
《이재, 곧 죽습니다》는 2023년 12월 15일, 2024년 1월 5일 방영중인 TVING 드라마이다.

## 기획 의도
좌절 속에서 죽음과 함께 새로운 삶이 시작되는 청춘들의 이야기

## 제작진

### 제작사
- SLL
- 스튜디오N
- 사람엔터테인먼트

### 연출 & 극본
- 하병훈 : ( KBS2 예능프로그램 《스펀지》(공동연출), KBS2 예능프로그램 《슈퍼맨이 돌아왔다》(공동연출), KBS2 5부작 금요시트콤 《마음의 소리》(연출), KBS2 금토 미니시리즈 《고백부부》(연출), JTBC 월화 미니시리즈 《18 어게인》(연출) 등 연출 )

## 등장 인물

### 주요 인물
- 서인국 : 최이재 역 (아역 : 김한솔) - 7년 간 취업 실패를 거듭한 끝에 삶의 의지를 잃은 인물. 흙수저로 태어나 삶의 쓴맛만 줄곧 보다 죽음 이후 잔혹한 심판을 받게 된다.
- 박소담 : 죽음 역 - 지옥으로 떨어지기 직전의 최이재에게 12번의 삶과 죽음이라는 심판을 내린 미스터리한 존재.

### 주변 인물
- 김지훈 : 박태우 역 (특별 출연) (아역 : 정민준) - 태어날 때부터 부족함 없이 자라나 귀티가 몸에 베여 있는 태강그룹의 첫째 아들이자 대표 이사. 회사 안에서는 젠틀한 이미지로 직원들의 신뢰를 한 몸에 받고 있다.
- 시원 : 박진태 역 (특별 출연) - 최이재가 환생한 인물. 할아버지가 만든 태강그룹의 둘째 아들로 다이아몬드 수저를 물고 태어난 재벌 3세다. 어린 시절부터 정원과 수영장, 전용기 쯤은 다들 집에 있는 것이라고 생각할 정도로 부유하게 자란 덕에 '돈이면 다 된다'는 말을 온 몸으로 체감하며 살고 있다. 이렇게 평탄한 삶처럼 보이지만 박진태에게도 피할 수 없는 경쟁 상대가 존재한다. 2살 터울의 친형 박태우와는 태어난 순간부터 신경전을 벌이고 있는 것. 인생의 승리자가 되기 위해서는 오직 형 박태우만 이기면 된다는 규칙을 깨달은 박진태는 태강그룹을 차지하고자 승부욕을 불태운다.
- 성훈 : 송재섭 역 (특별 출연) - 최이재가 환생한 인물. 위험에 도전하는 인생을 살아온 익사이팅 스포츠 선수.
- 김강훈 : 권혁수 역 (특별 출연) - 최이재가 환생한 인물. 또래보다 키가 많이 작은 데다가 조심스러운 성격 때문에 학교 일진들의 표적이 된 인물. 선생님과 반 친구들의 방관 속에서 일진들에게 괴롭힘을 당하며 하루하루 지옥 속에서 살아가던 중 위험한 결심을 하게 된다.
- 장승조 : 이주훈 역 (특별 출연) - 최이재가 환생한 인물. 의뢰인의 요구라면 어떤 것이든 해결해주는 비밀조직의 해결사.
- 이재욱 : 조태상 역 (특별 출연) - 최이재가 환생한 인물. 가난한 집안 환경으로 인해 어린시절부터 키워오던 꿈을 버린 격투기 선수 지망생. 별다른 목표 없이 살다 모종의 이유로 인해 교도소에 수감된 이후 출소할 날을 기다리고 있다.
- 이도현 : 장건우 역 (특별 출연) - 최이재가 환생한 인물. 잘생긴 외모로 사람들의 시선을 독차지하는 모델. 그가 걷는 장소는 어디든 런웨이가 되며 언제나 여성들의 사랑과 관심 속에 살고 있다. 특별한 재주나 별다른 목표 없이 얼굴이라는 재능 하나만으로 많은 돈을 벌며 순탄한 삶을 보내는 중이다.
- 고윤정 : 이지수 역 (특별 출연) - 최이재와 대학생 때부터 연애중이었던 소설가. 최이재의 죽음 후 괴로움 속에 살아가던 이지수는 우연히 장건우와 마주치게 된다.
- 김재욱 : 정규철 역 (특별 출연) (아역 : 최은준) - 최이재가 환생한 인물. 평범한 집안에서 태어났지만 자신에게 무언가 특별한 재능이 있다고 믿는 인물. 남들과 다른 심미안을 가진 그는 우연히 길에서 본 풍경에 깊은 영감을 얻어 화폭에 담아낸다. 이 그림은 해외에서 인간 내면 깊은 곳의 잔혹성을 표현했다는 호평과 함께 승승장구하고 있다.
- 오정세 : 안지형 역 (특별 출연) (아역 : 박재준) - 최이재가 11번째 환생한 인물.
- 남경읍 : 박 회장 역
- 김성철 : 김현수 역
- 유인수 : 이진상 역
- 려운 : 막내 PD 역
- 선율 : 아기 역, 최이재가 6번째 환생한 인물

### 기타 인물
- 오지율 : 슬기 역
- 한주현 : 희수 역
- 김미경 : 최희재 엄마 역
- 전승훈 : 나태석 역
- 정용주 : 김지영 역

## 참고 사항
- 서인국은 영화 《소년들》 이후로 2년 만에 재회하여 캐스팅 되었다.

## 같이 보기
- 대한민국의 텔레비전 드라마 목록 (ㅇ)
- 2023년 대한민국의 텔레비전 드라마 목록
- 2024년 대한민국의 텔레비전 드라마 목록